# Antoni Caimari Caldés
Antoni Caimari Caldés (La Puebla, Baleares, 22 de diciembre de 1976) es un cineasta, escultor, fotógrafo y compositor español de formación autodidacta. 
En 1987, comienza a realizar sus primeras esculturas cinéticas bajo la influencia del escultor suizo Jean Tinguely.
Su primera exposición fue en 1994 donde donó a su pueblo natal La Puebla, su primera escultura de grandes dimensiones "La Bestia" emplazada en la plaza pública "Plaza del Mercado" de su pueblo.
Durante 1994 y 2009 ha realizado diversas exposiciones mostrando sus trabajos en sus diferentes disciplinas.
Actualmente se dedica a la producción y realización de su propio cine de autor, gracias al apoyo de concurrentes actores y prestigiosos personajes del mundo del cine.

## Obras públicas
- 1994 "La Bestia" La Puebla (escultura)
- 1997 "Hombre Cactus" Manacor (escultura)
- 2007 "Gallo" Búger (escultura)

## Filmografía

### Como director

#### Cortometrajes
- 2008 - Ensueño
- 2009 - Autorretrato
- 2010 - Réquiem al amanecer
- 2010 - Carrusel
- 2010 - La Fábrica de Hielo[4][5]
- 2012 - Memorias de un piano
- 2013 - Das Mädchen der Marionette[6]

#### Largometrajes
- 2013 - El cura y el veneno[7]
- 2013 - The Marionette En producción

### Como productor
- 2008 - Esta noche hay que matar a Franco[8]